# Vladimira
Vladimira je  žensko osebno ime.

## Izvor imena
Ime Vladimira je ženska oblika moškega osebnega imena Vladimir.

## Različice imena
Lada, Ladislava, Ladka, Vlada, Vladana, Vladanka, Vladenka, Vladica, Vladika, Vladimila, Vladimirka, Vladka, Vladkica, Vladislava, Vladojka, Vladoša, Vladovita, Vladuška,  Vlajka, Vlatka

## Pogostost imena
Po podatkih Statističnega urada Republike Slovenije je bilo na dan 31. decembra 2007 v Sloveniji število ženskih oseb z imenom Vladimira: 442.

## Osebni praznik
V koledarju je ime Vladimira uvrščeno k imenu Vladimir.